# Aspilia
Aspilia is een geslacht uit de composietenfamilie (Asteraceae). De soorten komen voor in tropisch Zuid-Amerika, tropisch en zuidelijk Afrika en op Madagaskar.

## Soorten
- Aspilia africana (Pers.) C.D.Adams
- Aspilia albuquerquei J.U.Santos
- Aspilia almasensis D.J.N.Hind
- Aspilia andrade-limae J.U.Santos
- Aspilia angolensis Muschl.
- Aspilia angustifolia Oliv. & Hiern
- Aspilia belo-horizontinae J.U.Santos
- Aspilia bipartita O.Hoffm.
- Aspilia bojeri DC.
- Aspilia bussei O.Hoffm. & Muschl.
- Aspilia caudata J.U.Santos
- Aspilia cavalcantei J.U.Santos
- Aspilia cearensis J.U.Santos
- Aspilia chevalieri O.Hoffm. & Muschl.
- Aspilia ciliata (Schumach.) Wild
- Aspilia clausseniana Baker
- Aspilia cordifolia J.U.Santos
- Aspilia diamantinae J.U.Santos
- Aspilia diniz-cruziana J.U.Santos
- Aspilia discolor J.U.Santos
- Aspilia duarteana J.U.Santos
- Aspilia eckendorffii Philipson
- Aspilia eenii S.Moore
- Aspilia egleri J.U.Santos
- Aspilia erosa J.U.Santos
- Aspilia espinhacensis J.U.Santos
- Aspilia foliosa Benth. & Hook.f.
- Aspilia gillettii Wild
- Aspilia glaziovii Baker
- Aspilia goiazensis J.U.Santos
- Aspilia grazielae J.U.Santos
- Aspilia hatschbachii J.U.Santos
- Aspilia helianthoides (Schumach. & Thonn.) Oliv. & Hiern
- Aspilia ioletae J.U.Santos
- Aspilia itabaianensis J.U.Santos
- Aspilia jolyana G.M.Barroso
- Aspilia kotschyi (Sch.Bip. ex Hochst.) Oliv.
- Aspilia kunthiana S.F.Blake
- Aspilia latissima Malme
- Aspilia linearis S.F.Blake
- Aspilia lisowskiana D.J.N.Hind
- Aspilia macrorrhiza Chiov.
- Aspilia malaissei Lisowski
- Aspilia matogrossensis J.U.Santos
- Aspilia mendoncae Wild
- Aspilia minima Humbert
- Aspilia mossambicensis (Oliv.) Wild
- Aspilia natalensis (Sond.) Wild
- Aspilia paludosa Berhaut
- Aspilia paraensis (Huber) J.U.Santos
- Aspilia pereirae J.U.Santos
- Aspilia platyphylla S.F.Blake
- Aspilia pluriseta Schweinf. ex Engl.
- Aspilia pohlii Baker
- Aspilia prostrata J.U.Santos
- Aspilia pseudocalea G.H.L. da Silva & A.M.Teles
- Aspilia rudis Oliv. & Hiern
- Aspilia rugulosa Humbert
- Aspilia sahariensis O.Hoffm. & Muschl.
- Aspilia subscandens J.U.Santos
- Aspilia thouarsii DC.
- Aspilia trichodesmoides O.Hoffm.
- Aspilia triplinervia (Kunth) S.F.Blake